# Karl Eduard von Liphart

Karl Eduard von Liphart

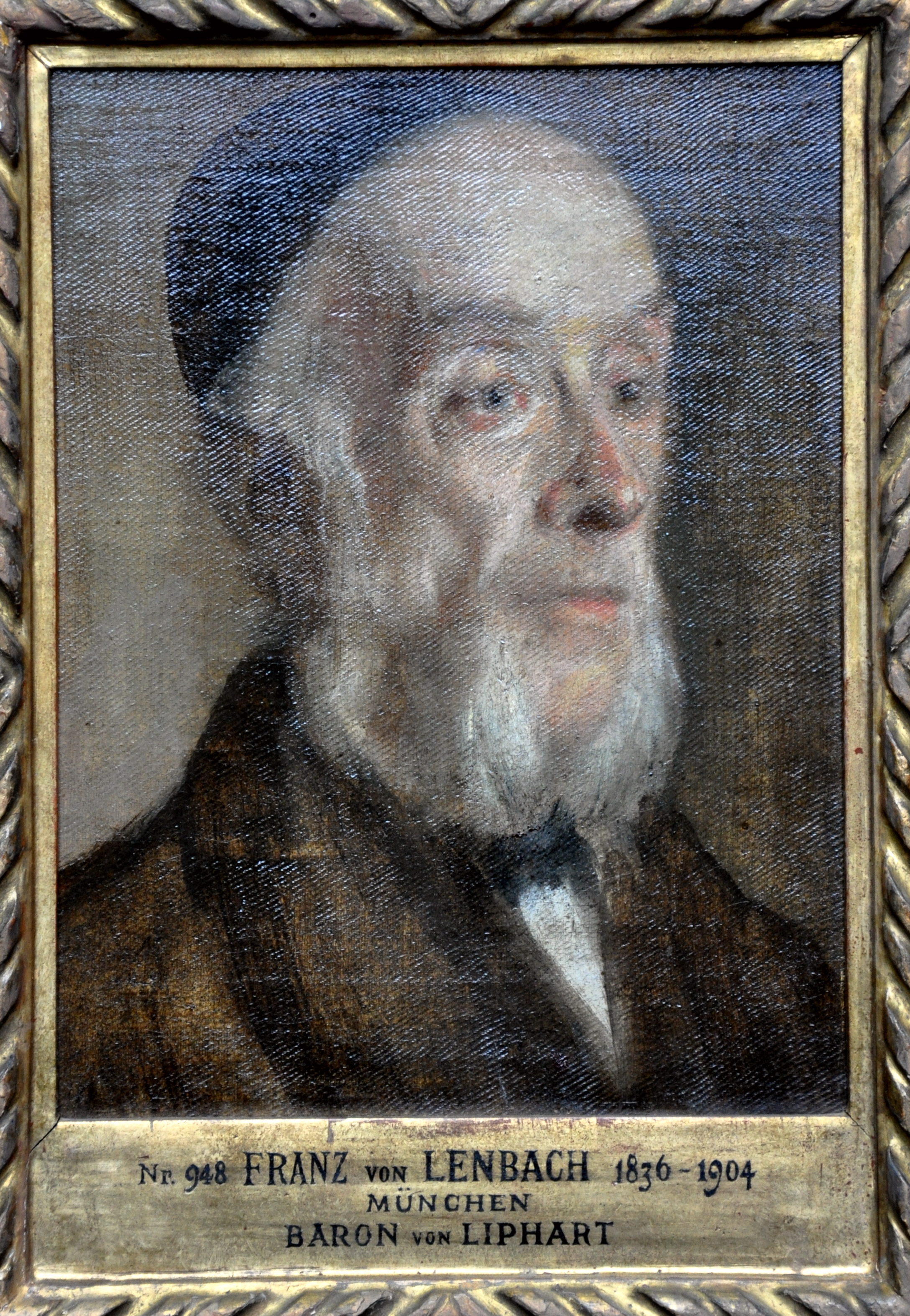
Franz von Lenbach: Porträt Karl Eduard von Liphart, 1880

Karl Eduard Freiherr von Liphart (* 16. Mai 1808 auf Alt-Kusthof (estnisch: Vana-Kuuste), Kirchspiel Kamby, Kreis Tartu, Estland; † 15. Februar 1891 in Florenz) war ein livländischer Baron, Mediziner, Naturwissenschaftler, Kunsthistoriker und -sammler.

## Biographie
Liphart stammte aus der alten livländischen Familie von Liphart, die auf Schloss Ratshof bei Dorpat wohnte. Sein Vater, der Landrat Carl Gotthard von Liphart, hatte in Colmar die „Ecole militaire“ Gottlieb Konrad Pfeffels besucht, war dort vom liberalen Geist der französischen Aufklärung geprägt worden und hatte Schloss Ratshof zu einem gesellschaftlichen Treffpunkt für die gebildeten Einwohner Dorpats entwickelt. Neben seinen zahlreichen eigenen Söhnen und Töchtern kümmerte er sich auch um die Erziehung und Förderung anderer junger Menschen, wie dem späteren Maler Woldemar Friedrich Krüger. Zudem beschäftigte er 1829 bis 1834 eine private Quartettkapelle, in der unter anderem der Hamburger Geigenvirtuose Ferdinand David, sein späterer Schwager, als Primarius und der Cellist Johann Benjamin Groß mitspielten. Dieses liberale, den Wissenschaften und Künsten offen zugewandte Milieu prägte Eduards Kindheit.
Nach verschiedenen Reisen in Deutschland, insbesondere zu den Kunstschätzen in Dresden und München, ging er ab 1834 mit Krüger nach Italien, wo er am Meeresbiologischen Institut von Neapel forschen wollte, sich stattdessen aber endgültig für die Kunst entschied. In Rom trat er in Verbindung mit der deutschen Kolonie um die Preußische Gesandtschaft beim Heiligen Stuhl, die zu der Zeit von Christian Karl Josias Freiherr von Bunsen geleitet wurde und mit der Künstlergruppe der Nazarener um Friedrich Overbeck und Bertel Thorvaldsen.
Von Januar bis Mai 1836 begleitete er den Philologen Gustav Kramer aus Berlin, später Direktor der Franckeschen Stiftungen in Halle an der Saale, mit dem er sich in Florenz und Rom angefreundet hatte, auf einer Studienreise um die Insel Sizilien.
Nach Deutschland zurückgekehrt, ließ sich Liphart zunächst wieder in Berlin nieder. Am 2. Januar 1839 heiratete er in Köln Caroline Gräfin von Bylandt-Rheydt (1809–1891), eine Schwester des späteren österreichischen Kriegsministers Artur Maximilian von Bylandt-Rheidt, und zog für einige Jahre nach Bonn.
Zusammen mit einem jüngeren Bruder bereiste er 1843 Spanien und besuchte die großen Kunstsammlungen, namentlich in Madrid.
Nachdem er 1844 vorübergehend mit seiner Familie nach Estland zurückgekehrt war, ließ er sich 1863 endgültig mit Frau und Kindern als Privatgelehrter in Florenz nieder. Er erwarb eine Wohnung in der Via Romana, die bald zu einem lebendigen Treffpunkt für reisende Gelehrte wurde. Er betätigte sich als Kunstkenner, als Sammler und Berater.
Hier machte er auch 1871 die Bekanntschaft des Berliner Kunsthistorikers Wilhelm von Bode, den er auf seinen Reisen in Italien begleitete und beim Ankauf von italienischer Kunst für die Berliner Museen beriet und unterstützte.
Zeitweise war er Lehrer des mit seiner Mutter Großfürstin Maria Nikolajewna von Russland in Florenz lebenden Sergei Maximilianowitsch, Sohn von Maximilian Napoléon Fürst Romanowsky.
Schloss Ratshof, das noch kurz vor seinem Tode durch Erbschaft in seinen Besitz kam, beherbergte  seit 1923 das Estnische Nationalmuseum, dessen Bestand zum großen Teil auf die Kunstsammlungen von Lipharts Vorfahren zurückging. Es wurde im Zweiten Weltkrieg durch sowjetische Bombenangriffe zerstört und nicht wieder aufgebaut. Auf dem Areal waren bis in die frühen 1990er Jahre sowjetische Militäreinheiten stationiert. In den letzten Jahren wurde das Parktor und das Haus des Torwärters restauriert.

## Familie
Liphart war seit dem 2. Januar 1839 verheiratet mit Gräfin Caroline von Bylandt-Rheydt aus Köln (* 14. Juni 1809 in Brüggen; † 12. Februar 1891 in Florenz) Tochter von Johann Nepomuk Carl Heinrich von Bylandt (* 7. August 1755; † 2. August 1822 in Köln). Aus der Ehe stammen fünf Kinder:
- Reinhold Karl (* 13. November 1839 in Berlin; † 25. März 1870 in Leipzig) Dr. phil.⚭ Leipzig 1861 Helene Henriette David, Tochter des Geigenvirtuosen Ferdinand David.
- Karl Heinrich  (* 16. August 1841 in Dorpat; † 17./29. April 1893 in Wörishofen)
- Guido Karl Hyppolit (* 1845 in Bonn; † 28. September 1848 in Dorpat)
- Ernst Friedrich (* 21. August 1847 in Dorpat; † 1932 in St. Petersburg), Maler und Archivar aller kaiserlichen Museen Russlands
- Sophie (* 13. November 1874 ?)  ⚭ Leipzig 29. Mai 1866 mit dem Geigenvirtuosen August Wilhelmj (* 21. September 1845 in Usingen; † 22. Januar 1908 in London)

## Porträts Karl Eduard von Liphart
- Franz von Lenbach, Karl Eduard von Liphart als „Heiliger Josef“ in „Flucht nach Ägypten“, um 1865, München, Stadtmuseum.
- ders., 1865/68, München, Schloss Nymphenburg.
- ders., 1867/68, München, Stadtmuseum.
- ders., 1880, Berlin, Berlin-Museum.
- ders., um 1880, Bonn, Kunstmuseum.
- ders., um 1880?, München, Schloss Nymphenburg.
- Ernst von Liphart: Karl Eduard von Liphart in seinem Studio, 1883, Florenz, Galleria d’arte moderna di Palazzo Pitti.

## Werke
- Notice historique sur un tableau de Raphael représentent Julien de Medicis, duc de Nemours. J. Claye, Paris 1867.